# Nikola Đukić
Nikola Đukić (* 26. Januar 1983 in Podgorica) ist ein montenegrinischer  Schachspieler.
Die montenegrinische Einzelmeisterschaft konnte er mehrmals gewinnen. Er spielte für Montenegro bei sechs Schacholympiaden: 2008—2018. Außerdem nahm er für Montenegro an sechs Europäischen Mannschaftsmeisterschaften (2007—2017) teil.
| Die zur Anzeige dieser Grafik verwendete Erweiterung wurde dauerhaft deaktiviert. Wir arbeiten aktuell daran, diese und weitere betroffene Grafiken auf ein neues Format umzustellen. (Mehr dazu) |